# Dunford–Schwartzs sats
Inom funktionalanalys, en del av matematiken, är Dunford–Schwartzs sats, uppkallad efter Nelson Dunford och Jacob T. Schwartz, en sats om konvergensen av medeltal av potenser av vissa operatorer över L1. Satsen säger följande:
Låt {\displaystyle T} vara en linjär operator från {\displaystyle L_{1}} till {\displaystyle L_{1}} med {\displaystyle \|T\|_{1}\leq 1} och {\displaystyle \|T\|_{\infty }\leq 1}. Då existerar
{\displaystyle \lim _{n\rightarrow \infty }{\frac {1}{n}}\sum _{k=0}^{n-1}T^{k}f}
nästan överallt för alla {\displaystyle f\in L_{1}}.